# 厚木飯山テレビ中継放送所
厚木飯山テレビ中継放送所（あつぎいいやまテレビちゅうけいほうそうしょ）は、神奈川県厚木市にあるNHK単独のテレビ中継局。

## 概要
- 飯山地区、およびその周辺をカバーエリアとする。
- 地上デジタル放送については、2005年12月1日に初めて公表された[1][2]「地上デジタルテレビジョン放送中継局ロードマップ」[3]では置局検討の対象にもされず[4]、2009年9月30日に公表されたアナログ放送中継局に対応するデジタル放送中継局一覧[5]でも親局（当時東京タワー）又は平塚中継局を受信することとされていた。しかし、難視のため置局が必要なことが判明したため[6]、2010年4月27日開催されたNHKの第1117回経営委員会において設置が承認されたものである[7]。
- デジタルは、アナログと異なりミニサテ局の規模で設置された。
- なお、当中継局エリアは関東広域圏民放各局については東京スカイツリーによりカバーされることになっているが、テレビ神奈川については親局、平塚中継局とも放送エリアのめやすとして示されていない[8]。

## 中継局概要

### デジタルテレビ
| リモコンキーID | 放送局名    | チャンネル | 空中線電力 | 実効輻射電力 | 放送対象地域                                      | 放送区域内世帯数 | 偏波面   |
| 1              | NHK東京総合 | 13ch       | 50mW       | 170mW        | 関東広域圏 （茨城県、栃木県及び群馬県を含まない） | 359世帯          | 水平偏波 |
| 2              | NHK東京教育 | 15ch       | 50mW       | 170mW        | 全国                                              | 359世帯          | 水平偏波 |

- 2010年（平成22年）10月22日に予備免許交付、12月10日に本免許交付、12月20日に本放送開始。
- 放送エリアは、厚木市の一部地域。

### アナログテレビ
| 放送局名    | チャンネル | 空中線電力       | ERP                 | 放送対象地域 | 偏波面   |
| NHK東京教育 | 47ch       | 映像1W 音声250mW | 映像3.5W /音声870mW | 全国         | 水平偏波 |
| NHK東京総合 | 49ch       | 映像1W 音声250mW | 映像3.5W /音声870mW | 関東広域圏   | 水平偏波 |

- 2011年（平成23年）7月24日12時で通常の放送が終了、この日をもってすべて廃止された。
- 通称： 厚木飯山テレビ中継局
- 置局住所： 厚木市飯山字田野の扇平